# Sayed Shubbar Alawi
Sayed Shubbar Ebrahim Alawi Almosawi (Manama, 11 agosto 1985) è un calciatore bahreinita, portiere dell'Al-Najma e della Nazionale bahreinita.

## Carriera

### Nazionale
Con la Nazionale bahreinita ha preso parte alla Coppa d'Asia 2019.

## Statistiche

### Cronologia presenze e reti in Nazionale
| Cronologia completa delle presenze e delle reti in nazionale ― Bahrein | Cronologia completa delle presenze e delle reti in nazionale ― Bahrein | Cronologia completa delle presenze e delle reti in nazionale ― Bahrein | Cronologia completa delle presenze e delle reti in nazionale ― Bahrein | Cronologia completa delle presenze e delle reti in nazionale ― Bahrein | Cronologia completa delle presenze e delle reti in nazionale ― Bahrein | Cronologia completa delle presenze e delle reti in nazionale ― Bahrein | Cronologia completa delle presenze e delle reti in nazionale ― Bahrein |
| Data                                                                   | Città                                                                  | In casa                                                                | Risultato                                                              | Ospiti                                                                 | Competizione                                                           | Reti                                                                   | Note                                                                   |
| ---------------------------------------------------------------------- | ---------------------------------------------------------------------- | ---------------------------------------------------------------------- | ---------------------------------------------------------------------- | ---------------------------------------------------------------------- | ---------------------------------------------------------------------- | ---------------------------------------------------------------------- | ---------------------------------------------------------------------- |
| 05-01-2019                                                             | Abu Dhabi                                                              | Emirati Arabi Uniti                                                    | 1 – 1                                                                  | Bahrein                                                                | Coppa d'Asia 2019 - 1º turno                                           | -1                                                                     |                                                                        |
| 10-01-2019                                                             | Dubai                                                                  | Bahrein                                                                | 0 – 1                                                                  | Thailandia                                                             | Coppa d'Asia 2019 - 1º turno                                           | -1                                                                     |                                                                        |
| 14-01-2019                                                             | Sharjah                                                                | India                                                                  | 0 – 1                                                                  | Bahrein                                                                | Coppa d'Asia 2019 - 1º turno                                           | -                                                                      |                                                                        |
| 22-01-2019                                                             | Dubai                                                                  | Corea del Sud                                                          | 2 – 1 dts                                                              | Bahrein                                                                | Coppa d'Asia 2019 - Ottavi di finale                                   | -1                                                                     | 102’                                                                   |
| Totale                                                                 |                                                                        | Presenze                                                               | 4                                                                      |                                                                        | Reti                                                                   | -3                                                                     |                                                                        |